# CH Txuri Urdin
Der CH Txuri Urdin ist ein spanischer Eishockeyclub aus Donostia-San Sebastián, der 1972 gegründet wurde und in der Superliga spielt. Der Club war mit zehn Meistertiteln jahrelang Rekordmeister, wurde jedoch 2011 von CH Jaca überflügelt.

## Geschichte
Im Jahr 1972 gehörte der CH Txuri Urdin zu den sechs Gründungsmitgliedern der Superliga, der höchsten spanischen Eishockeyliga. Nachdem der Stadtrivale Real Sociedad in den ersten drei Jahren jeweils das Double aus Meisterschaft und Pokalsieg erreicht hatte, gelang es den Txuri Urdin (baskisch für „blau-weiß“) 1976 als erstem Team, Real Sociedad zu entthronen. Im gleichen Jahr wurde die Eishockeyabteilung des Sportvereins Real Sociedad aufgelöst, so dass Txuri Urdin fortan der einzige Eishockey-Erstligist der Stadt war. Txuri Urdin gewann bislang elfmal die Meisterschaft und siebenmal den Pokal (zuletzt gab es 2000 das Double aus Meisterschaft und Pokal). Zudem gewann der Verein einmal den Baskischen Pokal (1993).
Zwar hat Txuri Urdin eine lange Europapokalgeschichte, jedoch gewann man nur zwei von 22 Spielen bei zwei Unentschieden.

## Erfolge
- Spanischer Meister (12×): 1976, 1980, 1985, 1990, 1992, 1993, 1995, 1999, 2000, 2017, 2018, 2019
- Spanischer Pokalsieger (7×): 1979, 1980, 1990, 1991, 1994, 2000, 2016
- Baskischer Pokal: 1993.

## Stadion
Die Heimspiele des CH Txuri Urdin werden in der Txuri Urdin Izotz Jauregia-Arena in San Sebastián ausgetragen.